# حسن علیدادی سلیمانی
حسن علیدادی سلیمانی روحانی شیعی و امام جمعهٔ شهر کرمان و نماینده رهبری در استان کرمان است. وی پس از استعفای سید یحیی جعفری در تاریخ ۱۶ آذر ۱۳۹۶ از طرف رهبر جمهوری اسلامی سید علی خامنه‌ای به این سمت منصوب شد.

## سوابق شغلی و علمی
سوابق شغلی، تحصیلی و علمی وی:
- امام جمعه کیش از سال ۱۳۸۰ تا ۱۳۹۵
- تحصیلات سطح ۴ حوزوی و تخصصی فلسفه و کلام اسلامی از حوزه علمیه قم
- تدریس در دانشگاه‌های کیش
- مؤلف کتاب «فلسفه شرور در کلام و فلسفه اسلامی.» (مشهد: نشر نخیل، ۱۳۹۴)
- تألیف مقاله «انسان و قرآن (۱) قرآن و آفرینش انسان.» مجله تخصصی کلام اسلامی - پاییز ۱۳۷۹.
- تألیف مقاله «انسان و قرآن (۲) قرآن و کرامت انسان.» مجله تخصصی کلام اسلامی - بهار ۱۳۸۰.